# 藤本貴久
藤本 貴久（ふじもと たかひさ、1962年4月16日 - ）は、兵庫県西脇市出身の元プロ野球選手（捕手）。右投右打。

## 来歴・人物
岐阜県の中京商業高では、2年生の時に右翼手として1979年春の選抜に出場。1回戦で小早川毅彦らのいたPL学園に敗退。同年夏の県大会でも準決勝に進み、登板もしたが県岐阜商に敗れる。翌1980年には捕手に回り、夏の県大会準決勝に進出するが美濃加茂高に敗退した。
同年オフにドラフト外で読売ジャイアンツに入団。大型捕手として期待されたものの、度重なる怪我に泣かされ、一軍公式戦に出場の無いまま1984年限りで現役を引退。
引退後は、中井康之が開いた居酒屋で店長を務めた後にアスピア学園コーチのほかプロ野球マスターズリーグの大阪ロマンズにも所属した。現在、兵庫県の兵庫北播リトルシニアリーグの監督を務めている。
2020年6月27日、巨人とOBスカウトとしての契約を締結し、兵庫エリアの有望選手の情報を巨人に提供する役割を担う。なお、2024年1月9日に学生野球資格を再回復しており、OBスカウト契約は既に解消しているものと見られる。

## 詳細情報

### 年度別打撃成績
- 一軍公式戦出場なし

### 背番号
- 64 （1981年 - 1984年）